# Дреново (Кавала)
Дреново (грч. Άνω Χορτοκόπι, Ано Хортокопи) је насељено место у  општини Кушница у периферији Источна Македонија и Тракија, Грчка. Према попису из 2021. године било је 23 становника.
Стефан Верковић 1889. године бележи да је Дреново насељено Словенима муслиманима. Према бугарском географу и историчару, Василу Канчову, у Дренову је 1900. године живело 250 Турака. Године 1924. муслиманско становништво је принудно исељено у Турску а на њихово место су насељене грчке избегличке породице, којих је на попису из 1928. године било 218.